# Acerocephala
Acerocephala är ett släkte av steklar. Acerocephala ingår i familjen puppglanssteklar.
Kladogram enligt Catalogue of Life:
| Acerocephala | \| \| Acerocephala aenigma \| \| \| \| \| \| Acerocephala atroviolacea \| \| \| \| \| \| Acerocephala pacifica \| \| \| \| |
|              | \| \| Acerocephala aenigma \| \| \| \| \| \| Acerocephala atroviolacea \| \| \| \| \| \| Acerocephala pacifica \| \| \| \| |
|              | Acerocephala aenigma |
|              | |
|              | Acerocephala atroviolacea                                                                                                  |
|              | |
|              | Acerocephala pacifica |
|              | |